# Grégoire VIII
Grégoire VIII, né Alberto di Morra à Bénévent, est un prélat italien qui devint cardinal de Saint-Laurent en Lucina. Il est le 173e pape de l’Église catholique du 21 octobre 1187 au 17 décembre 1187, date de sa mort.

## Biographie
Avant de devenir pape, il fut chanoine régulier de l'abbaye Saint-Martin de Laon. Devenu pape en octobre 1187, il leva l'excommunication du roi Henri II d'Angleterre qui avait fait assassiner Thomas Becket.
Il émit peu de temps après son accession à la papauté la bulle Audita tremendi qui appelait à la troisième croisade contre les musulmans menés par Saladin, qui venait de conquérir Jérusalem. Il mourut avant de voir le début de celle-ci.